# 熊厚基
熊厚基（1960年8月22日—），中華民國空軍二級上將，籍貫江西省新建縣，曾任總統府戰略顧問、空軍司令、空軍副司令、空作部指揮官、國防部政務辦公室主任、參謀本部訓次室（聯七）助理次長、空軍作戰指揮部參謀長、空軍443聯隊（一聯隊）長、時任總統陳水扁上校武官，畢業於空軍官校正64期（72年班）、中正預校高中部68年班中一期。
2009年1月1日晉升少將，2019年7月1日升任空軍司令並晉升空軍二級上將。2022年5月1日轉調總統府戰略顧問，為蔡英文政府任內F-16V採購案的重要推手，因而深受國安會的信任，與劉任遠等人同為前國防部長馮世寬的愛將，從晉升中將到升上將只花三年的時間，也是創下全球紀錄首位以F-16戰隼戰鬥機發射AGM-84魚叉反艦飛彈成功的飛行員第一人，亦曾出席印太地區空軍首長視訊會議促進軍事外交。

## 紀錄
2001年2月5日，於401聯隊服役的熊厚基與黃仁廣駕駛編號6821號F-16 Block 20戰鬥機，在屏東海域以魚叉飛彈完成空對海試射，成功擊中靶船，為全球首次以F-16戰鬥機發射魚叉飛彈。

## 荣誉

### 中华民国勋章奖章
- 四等云麾勋章（2018年3月16日颁授[8]）
- 四等宝鼎勋章（2019年7月2日于台北忠勇营区颁授[9]）
- 三等寶鼎勛章（2022年5月3日於總統府颁授[10]）

## 備註
1. ↑  2009年1月1日晉任少將人員，除熊厚基外尚包括陳振國、黃國明、劉台傑、蔡德仁、鄭昇陽、張景陽、朱富圓、73莫又銘、蕭治群、黎賢聖、黃榮河、73劉得金、翁清龍、游黃盛、劉祖光、郭澧謨、童盛雄、李文傑、王世豪、72張北海、郭泰宏、74梅家樹、王忠民、盧春柏、王德芳、袁啟綱、鄭家兆等28員。晉任中將者則包括國防部主計局長趙一鳴、國安局科技中心主任郭崇信、總政戰局副局長兼執行官鄭瑞堅66、陸軍裝甲兵學校校長兼裝訓部指揮官陳泉官68、海軍艦隊指揮部副指揮官薩曉雲65等[3][4]。